# Elezioni comunali in Abruzzo del 1997
Le elezioni comunali in Abruzzo del 1997 si sono svolte il 27 aprile (con ballottaggio l'11 maggio), e il 16 novembre (con ballottaggio il 30 novembre).

## Riepilogo sindaci eletti
Coalizione di centro
     Coalizione di centro-destra
     Coalizione civica di centro-destra
     Coalizione di centro-sinistra
     Movimento Sociale Italiano - Destra Nazionale
     PSI/SI
     Partito Democratico della Sinistra
| Provincia | Comune               | Popolazione legale (censimento 1991) | Sindaco uscente | Sindaco uscente         | Sindaco eletto | Sindaco eletto         | Primo turno | Primo turno | Secondo turno | Secondo turno | Seggi   |
| Provincia | Comune               | Popolazione legale (censimento 1991) | Sindaco uscente | Sindaco uscente         | Sindaco eletto | Sindaco eletto         | Voti        | %           | Voti          | %             | Seggi   |
| --------- | -------------------- | ------------------------------------ | --------------- | ----------------------- | -------------- | ---------------------- | ----------- | ----------- | ------------- | ------------- | ------- |
| Chieti    | Chieti               | 55.876                               |                 | Nicola Cucullo (MSI-DN) |                | Nicola Cucullo (MS-FT) | 21.928      | 58,60       | —             | —             | 24 / 40 |
| Chieti    | Lanciano             | 34.006                               |                 | Nicola Fosco (MSI-DN)   |                | Nicola Fosco (Ind.)    | 15.143      | 62,79       | —             | —             | 18 / 30 |
| L'Aquila  | Avezzano             | 37.179                               |                 | Mario Spallone (PDS)    |                | Mario Spallone (PDS)   | 9.658       | 36,91       | 10.754        | 51,19         | 18 / 30 |
| L'Aquila  | Sulmona              | 25.454                               |                 | Bruno Di Masci (PSI)    |                | Bruno Di Masci (SI)    | 4.640       | 28,72       | 6.885         | 52,69         | 12 / 20 |
| Teramo    | Roseto degli Abruzzi | 21.101                               |                 | Nicola Crisci (PDS)     |                | Nicola Crisci (PDS)    | 8.839       | 61,95       | —             | —             | 14 / 20 |

## Elezioni dell'aprile 1997

### Provincia dell'Aquila

#### Sulmona
| Candidati                            | Candidati                              | Voti                        | %     | Liste                              | Voti   | %     | Seggi |
| ------------------------------------ | -------------------------------------- | --------------------------- | ----- | ---------------------------------- | ------ | ----- | ----- |
|                                      | Bruno Di Masci Accede al ballottaggio  | 6.223                       | 36,18 | Socialisti Italiani                | 2.277  | 13,92 | 6     |
| Rinnovamento Italiano                | Bruno Di Masci Accede al ballottaggio  | 6.223                       | 36,18 | 1.629                              | 9,96   | 4     |       |
| Lista civica di centro-sinistra      | Bruno Di Masci Accede al ballottaggio  | 6.223                       | 36,18 | 711                                | 4,35   | 2     |       |
|                                      | Francesco Zurlo Accede al ballottaggio | 6.636                       | 38,58 | Forza Italia                       | 2.046  | 12,51 | 1     |
| Alleanza Nazionale                   | Francesco Zurlo Accede al ballottaggio | 6.636                       | 38,58 | 1.898                              | 11,61  | 1     |       |
| Centro Cristiano Democratico         | Francesco Zurlo Accede al ballottaggio | 6.636                       | 38,58 | 1.635                              | 10,00  | 1     |       |
| Cristiani Democratici Uniti          | Francesco Zurlo Accede al ballottaggio | 6.636                       | 38,58 | 1.445                              | 8,84   | 1     |       |
| Seggio al candidato sindaco          | Seggio al candidato sindaco            | Seggio al candidato sindaco | 38,58 | 1                                  |        |       |       |
|                                      | Pietro Donatelli                       | 3.547                       | 20,62 | Partito Democratico della Sinistra | 1.694  | 10,36 | 1     |
| Partito Popolare Italiano            | Pietro Donatelli                       | 3.547                       | 20,62 | 1.115                              | 6,82   | 1     |       |
| Partito della Rifondazione Comunista | Pietro Donatelli                       | 3.547                       | 20,62 | 508                                | 3,11   | -     |       |
| Federazione dei Verdi                | Pietro Donatelli                       | 3.547                       | 20,62 | 435                                | 2,66   | -     |       |
| Seggio al candidato sindaco          | Seggio al candidato sindaco            | Seggio al candidato sindaco | 20,62 | 1                                  |        |       |       |
|                                      | Luciano Fagagnini                      | 794                         | 4,62  | Partito Socialista                 | 960    | 5,87  | -     |
| Totale                               | Totale                                 | 17.200                      | 100   |                                    | 16.353 | 100   | 20    |

Ballottaggio
| Candidati | Candidati       | Voti   | %     |
| --------- | --------------- | ------ | ----- |
|           | Bruno Di Masci  | 8.591  | 56,46 |
|           | Francesco Zurlo | 6.624  | 43,54 |
| Totale    | Totale          | 15.215 | 100   |

## Elezioni del novembre 1997

### Provincia di Chieti

#### Chieti
| Candidati                                     | Candidati                     | Voti                        | %     | Liste                                | Voti   | %     | Seggi |
| --------------------------------------------- | ----------------------------- | --------------------------- | ----- | ------------------------------------ | ------ | ----- | ----- |
|                                               | Nicola Cucullo Eletto sindaco | 21.928                      | 58,60 | CCD - CDU                            | 5.467  | 16,33 | 7     |
| Alleanza Nazionale                            | Nicola Cucullo Eletto sindaco | 21.928                      | 58,60 | 5.207                                | 15,55  | 7     |       |
| Forza Italia                                  | Nicola Cucullo Eletto sindaco | 21.928                      | 58,60 | 4.278                                | 12,78  | 6     |       |
| Movimento Sociale Fiamma Tricolore            | Nicola Cucullo Eletto sindaco | 21.928                      | 58,60 | 2.780                                | 8,30   | 4     |       |
|                                               | Uberto Crescenti              | 11.142                      | 29,78 | Partito Democratico della Sinistra   | 4.955  | 14,80 | 5     |
| Partito Popolare Italiano                     | Uberto Crescenti              | 11.142                      | 29,78 | 2.966                                | 8,86   | 3     |       |
| Chieti che Vogliamo                           | Uberto Crescenti              | 11.142                      | 29,78 | 1.890                                | 5,65   | 2     |       |
| Federazione dei Verdi - Federazione Laburista | Uberto Crescenti              | 11.142                      | 29,78 | 1.367                                | 4,08   | 1     |       |
| Seggio al candidato sindaco                   | Seggio al candidato sindaco   | Seggio al candidato sindaco | 29,78 | 1                                    |        |       |       |
|                                               | Giorgio Bellelli              | 2.382                       | 6,37  | Partito della Rifondazione Comunista | 2.080  | 6,21  | 1     |
| Seggio al candidato sindaco                   | Seggio al candidato sindaco   | Seggio al candidato sindaco | 6,37  | 1                                    |        |       |       |
|                                               | Ermete Marchionni             | 1.585                       | 4,24  | Rinnovamento Italiano - Patto Segni  | 2.068  | 6,18  | 1     |
| Seggio al candidato sindaco                   | Seggio al candidato sindaco   | Seggio al candidato sindaco | 4,24  | 1                                    |        |       |       |
|                                               | Sem D'Arcangelo               | 382                         | 1,02  | Chieti Federale                      | 419    | 1,25  | -     |
| Totale                                        | Totale                        | 37.419                      | 100   |                                      | 33.477 | 100   | 40    |

#### Lanciano
| Candidati                                                | Candidati                   | Voti                        | %     | Liste                              | Voti   | %     | Seggi |
| -------------------------------------------------------- | --------------------------- | --------------------------- | ----- | ---------------------------------- | ------ | ----- | ----- |
|                                                          | Nicola Fosco Eletto sindaco | 15.143                      | 62,79 | Alleanza per Lanciano Libera       | 8.587  | 39,73 | 13    |
| Centro Cristiano Democratico-Cristiani Democratici Uniti | Nicola Fosco Eletto sindaco | 15.143                      | 62,79 | 3.563                              | 16,49  | 5     |       |
|                                                          | Vincenzo Santella           | 6.805                       | 28,22 | Uniti per Lanciano                 | 3.277  | 15,16 | 4     |
| Partito Popolare Italiano                                | Vincenzo Santella           | 6.805                       | 28,22 | 2.476                              | 11,46  | 3     |       |
| Partito della Rifondazione Comunista                     | Vincenzo Santella           | 6.805                       | 28,22 | 1.447                              | 6,70   | 2     |       |
| Seggio al candidato sindaco                              | Seggio al candidato sindaco | Seggio al candidato sindaco | 28,22 | 1                                  |        |       |       |
|                                                          | Benigno D'Orazio            | 1.728                       | 7,17  | Forza Italia-Alleanza Nazionale    | 1.797  | 8,32  | 1     |
| Seggio al candidato sindaco                              | Seggio al candidato sindaco | Seggio al candidato sindaco | 7,17  | 1                                  |        |       |       |
|                                                          | Nicola Simigliani           | 436                         | 1,81  | Movimento Sociale Fiamma Tricolore | 464    | 2,15  | -     |
| Totale                                                   | Totale                      | 24.118                      | 100   |                                    | 21.611 | 100   | 30    |

### Provincia dell'Aquila

#### Avezzano
| Candidati                                                | Candidati                             | Voti                        | %     | Liste                                                      | Voti   | %     | Seggi |
| -------------------------------------------------------- | ------------------------------------- | --------------------------- | ----- | ---------------------------------------------------------- | ------ | ----- | ----- |
|                                                          | Mario Spallone Accede al ballottaggio | 9.658                       | 36,91 | Partito Democratico della Sinistra                         | 2.074  | 8,41  | 4     |
| Lista civica                                             | Mario Spallone Accede al ballottaggio | 9.658                       | 36,91 | 1.732                                                      | 7,03   | 4     |       |
| Coordinamento Democratico                                | Mario Spallone Accede al ballottaggio | 9.658                       | 36,91 | 1.526                                                      | 6,19   | 3     |       |
| Cristiano Sociali-Federazione Laburista                  | Mario Spallone Accede al ballottaggio | 9.658                       | 36,91 | 1.505                                                      | 6,10   | 3     |       |
| Lista civica                                             | Mario Spallone Accede al ballottaggio | 9.658                       | 36,91 | 1.123                                                      | 4,56   | 2     |       |
| Lista civica                                             | Mario Spallone Accede al ballottaggio | 9.658                       | 36,91 | 637                                                        | 2,58   | 1     |       |
| Lista civica                                             | Mario Spallone Accede al ballottaggio | 9.658                       | 36,91 | 484                                                        | 1,96   | 1     |       |
|                                                          | Angelo Gallese Accede al ballottaggio | 8.269                       | 31,60 | Forza Italia                                               | 2.544  | 10,32 | 2     |
| Centro Cristiano Democratico-Cristiani Democratici Uniti | Angelo Gallese Accede al ballottaggio | 8.269                       | 31,60 | 2.327                                                      | 9,44   | 1     |       |
| Alleanza Nazionale                                       | Angelo Gallese Accede al ballottaggio | 8.269                       | 31,60 | 2.005                                                      | 8,13   | 1     |       |
| Seggio al candidato sindaco                              | Seggio al candidato sindaco           | Seggio al candidato sindaco | 31,60 | 1                                                          |        |       |       |
|                                                          | Berardino Franchi                     | 7.271                       | 27,69 | Partito Popolare Italiano                                  | 3.636  | 14,75 | 4     |
| Lista civica                                             | Berardino Franchi                     | 7.271                       | 27,69 | 1.515                                                      | 6,15   | 1     |       |
| Centro                                                   | Berardino Franchi                     | 7.271                       | 27,69 | 1.422                                                      | 5,77   | 1     |       |
| Rinnovamento Italiano                                    | Berardino Franchi                     | 7.271                       | 27,69 | 856                                                        | 3,47   | -     |       |
| Partito Repubblicano Italiano-Socialdemocratici          | Berardino Franchi                     | 7.271                       | 27,69 | 659                                                        | 2,67   | -     |       |
| Seggio al candidato sindaco                              | Seggio al candidato sindaco           | Seggio al candidato sindaco | 27,69 | 1                                                          |        |       |       |
|                                                          | Augusta Marconi                       | 966                         | 3,69  | Partito della Rifondazione Comunista-Federazione dei Verdi | 607    | 2,46  | -     |
| Totale                                                   | Totale                                | 26.164                      | 100   |                                                            | 24.652 | 100   | 30    |

Ballottaggio
| Candidati | Candidati      | Voti   | %     |
| --------- | -------------- | ------ | ----- |
|           | Mario Spallone | 10.754 | 51,19 |
|           | Angelo Gallese | 10.255 | 48,81 |
| Totale    | Totale         | 21.009 | 100   |

### Provincia di Teramo

#### Roseto degli Abruzzi
| Candidati                            | Candidati                    | Voti                        | %     | Liste                                     | Voti   | %     | Seggi |
| ------------------------------------ | ---------------------------- | --------------------------- | ----- | ----------------------------------------- | ------ | ----- | ----- |
|                                      | Nicola Crisci Eletto sindaco | 8.839                       | 61,95 | Partito Democratico della Sinistra        | 4.315  | 32,55 | 8     |
| Partito Popolare Italiano            | Nicola Crisci Eletto sindaco | 8.839                       | 61,95 | 2.031                                     | 15,32  | 4     |       |
| Socialisti Italiani                  | Nicola Crisci Eletto sindaco | 8.839                       | 61,95 | 1.372                                     | 10,35  | 2     |       |
| Federazione dei Verdi-Roseto Unita   | Nicola Crisci Eletto sindaco | 8.839                       | 61,95 | 486                                       | 3,66   | -     |       |
| Partito della Rifondazione Comunista | Nicola Crisci Eletto sindaco | 8.839                       | 61,95 | 389                                       | 2,93   | -     |       |
|                                      | Pasquale Calvarese           | 2.920                       | 20,46 | Patto Democratico                         | 1.530  | 11,54 | 1     |
| Cristiani Democratici Uniti          | Pasquale Calvarese           | 2.920                       | 20,46 | 842                                       | 6,35   | 1     |       |
| Seggio al candidato sindaco          | Seggio al candidato sindaco  | Seggio al candidato sindaco | 20,46 | 1                                         |        |       |       |
|                                      | Umberto Sperandii            | 2.510                       | 17,59 | Forza Italia-Centro Cristiano Democratico | 1.229  | 9,27  | 1     |
| Alleanza Nazionale                   | Umberto Sperandii            | 2.510                       | 17,59 | 1.063                                     | 8,02   | 1     |       |
| Seggio al candidato sindaco          | Seggio al candidato sindaco  | Seggio al candidato sindaco | 17,59 | 1                                         |        |       |       |
| Totale                               | Totale                       | 14.269                      | 100   |                                           | 13.256 | 100   | 20    |